# Поощрительное спаривание
Поощрительное спаривание — стратегия полового отбора, когда самка позволяет спариваться с собой больше, чем это необходимо для оплодотворения, стимулируя этим самца к заботе о самке и потомстве.

## Поощрительное спаривание у животных
Поощрительное спаривание встречается как среди птиц, так и среди млекопитающих, в особенности среди приматов (карликовые шимпанзе бонобо, верветки, макака-резус).
Биологический смысл поощрительного спаривания заключается в том, что в процессе естественного отбора вырабатываются особенные механизмы социальных отношений между самками и самцами, ведущие к более эффективному процессу рождения и воспитания потомства. Так, например, у верветок наблюдается[неопределённость] следующее поведение: самцы верветок не могут спариваться с самками по своему усмотрению; они должны предварительно начать делиться с самкой и её детенышами пищей; только с таким самцом самка будет спариваться.
Механизм поощрительного спаривания имеет не только поведенческую, но и физиологическую основу. Так у самок млекопитающих тех видов, у которых наблюдается поощрительное спаривание, изменился половой физиологический цикл. Вместо эстральных циклов, когда спаривание может происходить только во время овуляции (происходит в короткий период сезонной течки), у рассматриваемых видов приматов развился менструальный цикл. Животные с менструальным циклом могут спариваться большую часть времени, даже во время беременности самок. Кроме того, у самок тех видов, у которых развился менструальный цикл, момент овуляции замаскирован. Таким образом признаки, призванные сигнализировать об овуляции, из временных становятся постоянными. Этими признаками являются набухание молочных желез и покраснение губ. Всё это привело к появлению гиперсексуальности и возможности использования многократного спаривания в социальных отношениях двух полов.

## Поощрительное спаривание у современного человека
Исторически мотивы, по которым люди вступают в сексуальные отношения, сводились к немногим простым причинам — воспроизведению потомства, получению удовольствия, снятию сексуального напряжения. Однако подробные исследования выявили 237 мотивационных причин, которые были разгруппированы в 13 подфакторов и обобщены четырьмя крупными факторами: физическим (снижение стресса, получение удовольствия и опыта), утилитарным (месть, выгода, получение ресурсов и социального статуса), эмоциональным (любовь, обязательство и выражение) и фактором опасности/ненадёжного положения (повышение самооценки, принуждение, защита товарищей).
По мнению доктора биологических наук Виктора Дольника, крайней формой проявления поощрительного спаривания является такое социальное явление, как проституция.